# 保明親王
保明親王（903年12月16日—923年4月14日），是日本平安時代的皇族，醍醐天皇第二皇子及皇太子，生母為藤原穩子（藤原基經之女），朱雀天皇和村上天皇同母兄，初名崇象，諡號文獻彥太子。

## 經歷
因為舅父左大臣藤原時平作後盾，延喜四年（904年）兩歲的崇象就立太子，成為東宮。其後延喜十一年（911年）十一月二十八改名保明。不過親王未能即天皇位就早於其父醍醐天皇過世，享年21歲（虛歲）。
保明親王逝世後，長子慶賴王（時平的外孫）繼其父之後被立為皇太子，但卻以5歲之齡夭逝。

## 系譜
- 父：醍醐天皇
- 母：中宮藤原穩子 – 關白藤原基經女

- 同母妹：康子内親王（919–957）
- 同母弟：寛明親王（朱雀天皇）（923–952）
- 同母弟：成明親王（村上天皇）（926–967）

- 妃：藤原仁善子（本院御息所）（?–946） –  左大臣藤原時平女（或藤原定方女）

- 王子：慶賴王（921–925）
- 王女：熙子女王（?–950） – 朱雀天皇女御

- 妃：藤原貴子（中將御息所）（904–962） – 右大臣藤原忠平長女
- 妃：參議藤原玄上女 – 後與藤原敦忠、藤原文範再婚